# Federación Peruana de Fútbol
La Federación Peruana de Fútbol (FPF) es la máxima entidad de fútbol en el Perú, y le corresponde la representación internacional tanto de su selección como de su liga y todas sus divisiones de fútbol. Fue fundada el 23 de agosto de 1922 como entidad sucesora de la Liga Peruana de Fútbol, actualmente denominada como Asociación Deportiva de Fútbol Profesional (ADFP).
La FPF es una persona jurídica de derecho privado consolidada como asociación sin fines de lucro y se encuentra afiliada en la FIFA (1924) y en la Conmebol (1925).
Se rige en orden de prelación por la normativa internacional, el Código Civil y la ley del deporte cuyas normas son la base de sus estatutos y reglamentos. La Asamblea de Bases es el órgano supremo de la FPF y está constituida por los clubes profesionales de fútbol y por las veinticinco ligas departamentales.
La finalidad de la Federación es promover, dirigir, administrar y controlar la práctica del fútbol aficionado y profesional, de acuerdo con su estatuto, las normas reglamentarias que rigen esta disciplina y los reglamentos deportivos internaciones.
El actual presidente de la FPF es Agustín Lozano, acompañado por la directiva conformada por Víctor Rojas (vicepresidente), Luis Duarte, Raúl Bao, Gisella Mandriotti, Osías Ramírez, Víctor Bellido, Arturo Ríos, Juan Dupuy, Genaro Miñán y José Carlos Isla.

## Historia
En febrero de 1912 se plantea la creación de una liga organizada para la práctica del fútbol, lo cual no fue una labor sencilla, es así que después de muchas reuniones el 12 de mayo de 1912 se formaliza la creación de la Liga Peruana de Foot-Ball (LPFB), la cual se constituyó como la primera entidad que pretendió organizar el balompié nacional, aunque inicialmente limitado a agrupar equipos de Lima y el puerto del Callao. Desde 1912 hasta 1921 esta liga desarrolló el Campeonato Peruano. En 1922, el torneo genera polémica y como consecuencia de ello el 23 de agosto de ese año se crea la Federación Peruana de Foot-Ball. Su primer presidente fue el exfutbolista del Atlético Chalaco y por entonces presidente de ese club, Claudio Martínez Bodero, quien estuvo en el cargo hasta 1926.
El 24 de noviembre de 2008, la FPF fue suspendida de la FIFA por la intervención del Instituto Peruano del Deporte. Sin embargo, la sanción fue levantada el 19 de diciembre del mismo año.
Luego de 12 años de Manuel Burga como presidente de la FPF, este decidió no presentar su candidatura para una posible reelección, convocando a elecciones para el día 18 de diciembre de 2014, dando como ganador al empresario Edwin Oviedo, quien asumió el 5 de enero de 2015 y contrató inmediatamente a Ricardo Gareca, quien, a la postre, sería el técnico que lograría la clasificación al mundial luego de 36 años de ausencia. Sin embargo, tras 4 años en la presidencia de la federación, Oviedo fue arrestado por nexos de corrupción en el norte del Perú, y asumió el vicepresidente de su lista, el político Agustín Lozano.

## Organización del fútbol profesional
La creación de la FPF calmó los problemas existentes en el balompié peruano y tomó la posta a la Liga Peruana de FootBall (LPFB) en la conducción de los torneos de clubes, que a partir de 1926 se reiniciaron con la adición de los equipos de la Liga del Callao. El campeón de ese año fue el Sport Progreso al obtener cuatro victorias y dos empates. Al año siguiente, el campeón fue Alianza Lima. 
En 1928, la Federación aumentó el número de equipos a diecinueve y los separó en dos grupos, de los cuales avanzaron cinco equipos al grupo final del cual salía el campeón de la liga. En la segunda etapa del campeonato de ese año, Alianza Lima enfrentó a la Federación Universitaria (que poco después cambió su nombre a Universitario de Deportes), que había sido invitada a participar en la liga por la FPF. El encuentro finalizó con victoria por 1-0 para los universitarios y comenzó así la mayor rivalidad en la historia del fútbol peruano. Al final de la segunda etapa, ambos clubes empataron en el primer lugar, motivo por el cual se jugaron dos partidos extras para declarar el campeón de 1928. El primer partido terminó con empate 1-1 y el segundo con victoria por 2-0 de Alianza Lima.  
Tras un segundo puesto en su debut en primera división, la Federación Universitaria consiguió su primer título en 1929. Un dato relevante de esta etapa conducida por la FPF fue el primer tricampeonato de la historia del fútbol peruano, obtenido por el Club Alianza Lima al conquistar los títulos de 1931, 1932 y 1933. En 1934, Universitario de Deportes obtuvo su segundo título.Al respecto, existe una controversia sobre el equipo a quien debió otorgarse el título de ese año. Algunos sostienen que el campeón debió ser Alianza Lima, mientras que otra posición sostiene que el título corresponde a Universitario de Deportes. Al margen de esta discusión, la Federación Peruana de Fútbol y la Asociación Deportiva de Fútbol Profesional del Perú reconocen oficialmente a Universitario como el campeón de 1934. En 2013, Alianza Lima realizó un reclamo formal a la Federación Peruana de Fútbol para rectificar el palmarés, sin respuesta formal actualmente.
En 1935 y 1937 el segundo tricampeonato lo obtuvo el Sport Boys del Callao (fundado en 1927 y participante desde 1933), que derrotó a los otros cuatro equipos que estaban compitiendo. En 1936 no se realizó campeonato oficial debido a los Juegos Olímpicos de Berlín.
Los campeonatos organizados por la FPF tuvieron vigencia hasta 1940, año en que se creó la Asociación No Amateur (ANA), que a partir de ese momento se encargó de organizar el campeonato peruano, el cual cambió su nombre a Campeonato de Selección y Competencia. Los torneos organizados por esta entidad se llevaron a cabo hasta 1950, pues desde el año siguiente (1951) en que la Federación adecuó el campeonato de acuerdo a los lineamientos mundiales, aunque sólo con la participación de clubes de la ciudad de Lima y la Provincia del Callao, los torneos dejaron atrás la etapa amateur iniciándose el fútbol profesional organizado por la Asociación Central de Fútbol (ACF). El primer campeón del torneo profesional fue el Sport Boys, que logró su cuarto título en la historia.
Finalmente, en 1962, la Asociación Central de Fútbol dio paso a la Asociación Deportiva de Fútbol Profesional (ADFP) en la organización de los torneos de fútbol en el Perú, la cual desde 1966 introdujo los campeonatos descentralizados, que incorporaron a clubes de todo el país, rompiéndose así el centralismo que había predominado desde la fundación en 1912. La FPF, si bien dejó de organizar estas competiciones, siguió teniendo injerencia por medio de su Comisión de Justicia, que hasta la fecha constituye la última instancia en la resolución de conflictos relacionados con los torneos de fútbol profesional peruano.  
Desde el 2019, los campeonatos nacionales son organizados por la Federación Peruana de Fútbol (F.P.F) de manera global bajo el nombre de Liga 1.

## Presidentes
Desde su fundación, la Federación Peruana de Fútbol ha tenido 48 presidentes.
Hacia 2025, la Federación Peruana de Fútbol cuenta con presidentes departamentales que representan a la liga de cada departamento. 21 de los 25 han sido reelectos para continuar sus cargos hasta 2029.

## Órganos
Algunos de los órganos más importantes de la FPF son:
- La Asamblea de Bases: Está integrada por todas las federaciones regionales del país y además por un representante de la segunda división de fútbol y uno de cada equipo profesional que participa en el campeonato descentralizado. Sus atribuciones principales son aprobar los informes deportivos, administrativos, económicos y financieros presentados por la junta directiva; aprobar el calendario deportivo oficial, y elegir a la Junta Directiva.

- La Junta Directiva: Está compuesta por nueve miembros: un presidente, dos vicepresidentes, un tesorero y cinco vocales. Sus funciones principales son conocer y resolver cualquier controversia entre los afiliados. Aprueba las bases de los campeonatos de fútbol aficionado y no aficionado.

- La Comisión de Justicia: Está formada por un presidente y cinco vocales. Sus funciones principales son juzgar y sancionar, a los dirigentes, deportistas, árbitros, técnicos y auxiliares que incurra en actos indisciplinados durante el desarrollo de las competencias o espectáculos deportivos organizadas por la FPF o los afiliados.

- La Comisión Nacional de Árbitros: Está formada por cinco miembros nombrados por la Junta Directiva. Sus funciones principales son organizar y supervisar el funcionamiento de las Escuelas de Árbitros; el registro de los árbitros por categorías; designar a los árbitros, veedores y asistentes para los partidos que se disputen en jurisdicción de la FPF, y difundir las leyes que rigen el juego.

## Competiciones oficiales
En la actualidad, la FPF organiza 3 campeonatos oficiales anualmente:
- Primera División del Perú (Liga 1)
- Segunda División del Perú (Liga 2)
- Tercera División del Perú (Liga 3)